# The Truth About Love (Pink-album)
The Truth About Love är det sjätte studioalbumet av P!nk. Albumet släpptes den 19 september 2012. Albumet släpptes i en Standard Edition, i en Deluxe Edition och i en Fan Edition och om man köper Deluxe Edition på íTunes får man två bonuslåtar.

## Låtlista
1. Are We All We Are
2. Blow Me (One Last Kiss)
3. Try
4. Just Give Me A Reason med Nate Ruess
5. True Love med Lily Rose Cooper
6. How Come You're Not Here
7. Slut Like You
8. The Truth About Love
9. Beam Me Up
10. Walk Of Shame
11. Here Comes The Weekend med Eminem
12. Where Did The Beat Go?
13. The Great Escape

Bonuslåtar Deluxe Edition
14. My Signature Move 

15. Is This Thing On? 

16. Run 

17. Good Old Days 

Deluxe Edition bonuslåtar endast för iTunes
18. Chaos And Piss 
 
19. Timebomb
Bonuslåt endast i Japan
18. The King Is Dead But The Queen Is Alive
Bonuslåtar Fan Edition
14. My Signature Move 

15. Is This Thing On? 

16. Run 

17. Good Old Days 

18. Chaos And Piss 

19. Timebomb 

20. The King Is Dead But The Queen Is Alive

## Singlar
- Blow Me (One Last Kiss) (Släpptes 3 juli 2012)
- Try (Släpptes 22 oktober 2012)
- Just Give Me A Reason med Nate Ruess (Släpptes 6 februari 2013)
- True Love med Lily Rose Cooper (Släpptes 30 juni 2013)
- Walk Of Shame (Släpptes 25 september

2013)
- Are We All We Are (Släpptes 31 oktober 2013)

## Listor och försäljning
Albumet blev en stor framgång. Den blev nummer ett på albumlistorna i USA, Storbritannien och Sverige.